# Lamprotornis fischeri
Lamprotornis fischeri е вид птица от семейство Скорецови (Sturnidae).

## Разпространение
Видът е разпространен в Етиопия, Кения, Сомалия и Танзания.